# 90 يوم (فلم)
90 يوم (بالإنجليزية: 90 Youm) فيلم سينمائي سعودي كوميدي و تشويقي من بطولة فيصل الزهراني، ومروة محمد، خالد الحربي، سناء بكر يونس، عبد العزيز السكيرين وهو من تأليف وإخراج الفنان خالد الحربي.

## ملخص قصة الفيلم
في إطار درامي، تتناول الأحداث قصة الطبيبة سارة التي تبحث عن الرجل المناسب للزواج منه، وعندما تجده، تتحدى الجميع من أجله، لكنها تكتشف أنه يخفي حقيقة مثيرة، تسلط الضوء على بعض العادات والقضايا الشائكة في المجتمع.

## طاقم العمل

### الممثلون
- فيصل الزهراني
- مروة محمد
- خالد الحربي
- سناء بكر يونس
- عبد العزيز السكيرين
- بدر المطرفي
- في فؤاد
- ود أسامة
- محمد الهاشم

## هوامش
- "90 يوم" فيلم سينمائي طويل تم تصويره بين مدينة جدة السعودية والعاصمة المصرية القاهرة، وهو من تأليف وإخراج خالد الحربي، وبطولة كلٍّ من مروة محمد، وفيصل الزهراني، وسناء بكر يونس، وعبد العزيز السكيرين.[3]
- تدور أحداث العمل السينمائي في إطارٍ رومانسي كوميدي، ويتحدث عن الحياة الزوجية، وكيفية حل مشكلاتها بطرق سهلة، كما يُلقي الضوء على بعض العادات والتقاليد الاجتماعية التي تحتاج إلى إعادة نظر.
- قضايا المجتمع السعودي

تدور أحداث "90 يوم" حول سارة، الطبيبة الرافضة للزواج التقليدي، وإصرارها على الارتباط بالرجل الذي يناسب تطلعاتها. وتجد سارة "فارس الأحلام" أخيرا، وتقرر تحدي الجميع والزواج منه، قبل أن تكتشف أنه يخفي عنها حقيقة مهمة.
تتطور أحداث الفيلم بطريقة درامية، لتسلط الضوء على تمسّك بعض المحيطين بسارة بالعادات والتقاليد، حتى وإن كانت تخالف الشرع.
ويسعى صناع الفيلم إلى إبراز دور السينما في المجتمع السعودي، وقدرتها على طرح المشكلات التي تعاني منها شرائح مجتمعية مختلفة وتقديم رؤى وحلول غير تقليدية، بالإضافة إلى العمل لتكون الأفلام السعودية إضافة ونواة لتأسيس صناعة سينما قوية في المملكة التي تشهد انفتاحا ملحوظا خلال السنوات الأخيرة.